# Ratko Svilar
Ratko Svilar (Crvenka, 6 maggio 1950) è un allenatore di calcio ed ex calciatore serbo, di ruolo portiere.

## Biografia
È il padre di Mile Svilar, anch'egli calciatore di ruolo portiere.

## Carriera

### Club
Ha giocato nella squadra belga dell'Anversa dal 1980 al 1996, per un totale di 243 presenze, ritirandosi dall'attività a ben 46 anni. Precedentemente aveva giocato alcuni anni in patria.

### Nazionale
Indossa la maglia della Jugoslavia per un totale di nove partite. Inoltre, Inoltre, in qualità di riserva, fa parte della rosa che prende parte al campionato d'Europa 1976 e al campionato del mondo 1982. Esordisce con la nazionale maggiore il 25 settembre 1976, nell'amichevole persa 3-0 contro l'Italia a Roma. La sua ultima presenza con i Plavi risale al 1º giugno 1983, in occasione dell'amichevole vinta 1-0 contro la Romania.

## Statistiche

### Cronologia presenze e reti in nazionale
| Cronologia completa delle presenze e delle reti in nazionale ― Jugoslavia | Cronologia completa delle presenze e delle reti in nazionale ― Jugoslavia | Cronologia completa delle presenze e delle reti in nazionale ― Jugoslavia | Cronologia completa delle presenze e delle reti in nazionale ― Jugoslavia | Cronologia completa delle presenze e delle reti in nazionale ― Jugoslavia | Cronologia completa delle presenze e delle reti in nazionale ― Jugoslavia | Cronologia completa delle presenze e delle reti in nazionale ― Jugoslavia | Cronologia completa delle presenze e delle reti in nazionale ― Jugoslavia |
| Data                                                                      | Città                                                                     | In casa                                                                   | Risultato                                                                 | Ospiti                                                                    | Competizione                                                              | Reti                                                                      | Note                                                                      |
| ------------------------------------------------------------------------- | ------------------------------------------------------------------------- | ------------------------------------------------------------------------- | ------------------------------------------------------------------------- | ------------------------------------------------------------------------- | ------------------------------------------------------------------------- | ------------------------------------------------------------------------- | ------------------------------------------------------------------------- |
| 25-9-1976                                                                 | Roma                                                                      | Italia                                                                    | 3 – 0                                                                     | Jugoslavia                                                                | Amichevole                                                                | -3                                                                        |                                                                           |
| 10-10-1976                                                                | Siviglia                                                                  | Spagna                                                                    | 1 – 0                                                                     | Jugoslavia                                                                | Qual. Mondiali 1978                                                       | -1                                                                        |                                                                           |
| 1-4-1979                                                                  | Nicosia                                                                   | Cipro                                                                     | 0 – 3                                                                     | Jugoslavia                                                                | Qual. Euro 1980                                                           | -                                                                         |                                                                           |
| 13-10-1982                                                                | Oslo                                                                      | Norvegia                                                                  | 3 – 1                                                                     | Jugoslavia                                                                | Qual. Euro 1984                                                           | -3                                                                        |                                                                           |
| 17-11-1982                                                                | Sofia                                                                     | Bulgaria                                                                  | 0 – 1                                                                     | Jugoslavia                                                                | Qual. Euro 1984                                                           | -                                                                         |                                                                           |
| 15-12-1982                                                                | Podgorica                                                                 | Jugoslavia                                                                | 4 – 4                                                                     | Galles                                                                    | Qual. Euro 1984                                                           | -4                                                                        |                                                                           |
| 30-3-1983                                                                 | Timișoara                                                                 | Romania                                                                   | 0 – 2                                                                     | Jugoslavia                                                                | Amichevole                                                                | -                                                                         | 46’                                                                       |
| 23-4-1983                                                                 | Parigi                                                                    | Francia                                                                   | 4 – 0                                                                     | Jugoslavia                                                                | Amichevole                                                                | -4                                                                        | 80’                                                                       |
| 1-6-1983                                                                  | Sarajevo                                                                  | Jugoslavia                                                                | 1 – 0                                                                     | Romania                                                                   | Amichevole                                                                | -                                                                         | 32’                                                                       |
| Totale                                                                    |                                                                           | Presenze                                                                  | 9                                                                         |                                                                           | Reti                                                                      | -15                                                                       |                                                                           |

## Palmarès

### Giocatore

#### Competizioni nazionali
- Coppa del Belgio: 1

Anversa: 1991-1992

#### Competizioni internazionali
- Coppa Mitropa: 1

Vojvodina: 1976-1977